# How to Measure a Planet?
How to Measure a Planet? is een studioalbum van de Nederlandse rockband The Gathering, uitgebracht in 1998.

## Geschiedenis
Het album bestaat uit twee cd's, en het titelnummer duurt bijna een half uur. In het boekje wordt trouwens antwoord gegeven op de titelvraag: er staat een berekening afgebeeld hoe de aarde te wegen is.
Op dit album verlaat de band de gothicmetalstijl die ze op Mandylion geïntroduceerd hadden en slaan ze een meer experimentele weg in.

## Nummers

### Cd 1
1. Frail (You Might As Well Be Me)
2. Great Ocean Road
3. Rescue Me
4. My Electricity
5. Liberty Bell
6. Red Is a Slow Colour
7. The Big Sleep
8. Marooned
9. Travel

### Cd 2
1. South American Ghost Ride
2. Illuminating
3. Locked Away
4. Probably Built in the Fifties
5. How to Measure a Planet?

## Bezetting
- Anneke van Giersbergen
- René Rutten
- Frank Boeijen
- Hans Rutten
- Hugo Prinsen Geerligs